# Jacques de Molay

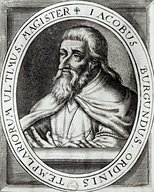
Jacques de Molay

Jacques de Molay, auch Jacob de Molay und Jacobus von Molay (* zwischen 1240 und 1250 in Molay, heutiges Département Haute-Saône in der Freigrafschaft Burgund (Franche-Comté); † 11. oder 18. März 1314 in Paris) war der dreiundzwanzigste und letzte Großmeister des Templerordens. In seine Zeit als Großmeister fällt die Zerschlagung des Templerordens durch König Philipp IV. von Frankreich und die offizielle Auflösung des Ordens durch Papst Clemens V. beim Konzil von Vienne (1312). Zwei Jahre später wurde Jacques de Molay zusammen mit Geoffroy de Charnay auf dem Scheiterhaufen hingerichtet.

## Leben

### Herkunft
Über das Leben Jacques de Molays vor seiner Zeit als Großmeister des Templerordens ist nur weniges zweifelsfrei belegt. Schon das Geburtsjahr lässt sich nicht mit Bestimmtheit feststellen. Man kann jedoch annehmen, dass de Molay um 1244 geboren wurde. Dies ergibt sich ausgehend von 1265 (Eintritt in den Templerorden) daraus, dass die Ordensregel die Aufnahme Erwachsener vorsah, d. h. die Aufnahme nach dem Ritterschlag, der üblicherweise im Alter von 20 Jahren erfolgte. Da jedoch auch Fälle belegt sind, in denen die Aufnahme in den Orden schon früher erfolgte, ist dies auch bei de Molay möglich und ein um wenige Jahre späteres Geburtsjahr nicht auszuschließen.
Bei der Herkunft ist gesichert, dass er aus der Freigrafschaft Burgund, der heutigen Region Bourgogne-Franche-Comté stammte. Da de Molay adelig sein musste, um Tempelritter zu werden, lässt sich die Herkunft auf zwei Gemeinden einschränken: Jacques de Molay stammte entweder aus der Ortschaft Molay im heutigen Département Jura, die damals zum Lehen von Rahon gehörte, oder aus Molay im heutigen Département Haute-Saône, das damals zum Dekanat Traves in der Diözese Besançon ressortierte. Aufgrund einiger Indizien kann angenommen werden, dass de Molay aus dem Ort Molay im Dekanat Traves stammt. Ein Geschlecht de Molay aus dem ländlichen, niederen Adel ist dort seit dem Jahr 1138 urkundlich belegt. Jacques ist möglicherweise ein Sohn des Gérard de Molay, der als Vasall des Seigneurs von La Rochelle 1233 urkundlich erwähnt wird.
Die Freigrafschaft Burgund gehörte damals zum Heiligen Römischen Reich, die de Molays waren also Untertanen des römisch-deutschen Kaisers. Jacques de Molay wuchs in der Zeit der Kreuzzüge des Königs Ludwig IX. von Frankreich auf. Über seine Kindheit und Jugend ist sonst nichts bekannt. Man kann annehmen, dass die Berichte und Erzählungen der heimkehrenden Kreuzritter aus dem benachbarten Frankreich auch den jugendlichen de Molay beeinflussten.

### De Molay als Templer
Im Jahre 1265 wurde Jacques (nach eigenen Angaben) von Humbert de Pairud, Generalvisitator des Ordens in Frankreich und England, sowie von Amaury de la Roche, dem Ordensmeister der Provinz Frankreich, in der Ordenskapelle der Komturei Beaune in den Templerorden aufgenommen. Über die Beweggründe seines Eintritts ist nichts bekannt. Entsprechend dem damals Üblichen kann man annehmen, dass sozialer oder wirtschaftlicher Druck den jungen Adeligen in die Reihen der Kreuzritter führte oder dass er von seinem Vater für die kirchliche Laufbahn prädestiniert worden war (der Templerorden galt als geistlicher Orden). Es wäre aber auch möglich, dass der Lehnsherr sich dem Kreuzzug anschloss und alle Vasallen ihm folgen mussten.
De Molay gab später an, als junger Ritter unter dem Großmeister Guillaume de Beaujeu im Orient gewesen zu sein. Beaujeu wurde 1273 zum Großmeister gewählt. Daraus kann man schließen, dass de Molay irgendwann zwischen 1270 und 1282 ins Heilige Land kam. Zu dieser Zeit näherte sich die Herrschaft der Kreuzfahrer in der Region bereits ihrem Ende. Den Grandes Chroniques de France ist zu entnehmen, dass sich der kampfbegierige junge Ritter gegen den Großmeister aufgelehnt zu haben scheint, weil er dessen Linie, in der Zeit des Waffenstillstandes mit dem Sultan der Mameluken einen friedlichen Ausgleich zu suchen, anfangs nicht mittragen wollte.

### Großmeister des Ordens

Großmeisterwappen des Jacques de Molay: „Geviert von Silber und Blau, in 1 und 4 ein durchgehendes rotes Tatzenkreuz, in 2 und 3 ein goldener Schrägbalken.“ (Jacques de Molays eigenes Wappen war: „In Blau ein goldener Schrägbalken.“)

Im September 1291 – nach dem Fall von Akkon und damit dem Ende der Kreuzfahrerstaaten – nahm de Molay am Generalkapitel des Ordens in Zypern teil und wurde als Nachfolger von Pierre de Sevry, der in Akkon gefallen war, zum Marschall des Ordens gewählt. 1292, vermutlich im Februar, starb der Großmeister Thibaud Gaudin. Jacques de Molay wurde daraufhin zum Großmeister des Ordens gewählt. Dies muss vor dem 20. April 1292 gewesen sein: Ein Brief an den Meister der Provinz Aragón mit diesem Datum, den de Molay als Großmeister unterzeichnet hat, liegt im Archivo General de la Corona de Aragón in Barcelona vor.
1293 brach er zu einer ausgedehnten Reise in den Okzident auf, die ihn zunächst in die Provence führte. Im August 1293 nahm er am Generalkapitel des Ordens in Montpellier teil. 1294 reiste er nach England und anlässlich der Wahl von Papst Bonifaz VIII. nach Italien. Anfang 1296 kam er zu einem weiteren Generalkapitel des Ordens nach Arles. Im Herbst kehrte er nach Zypern zurück. Diese Reise hatte zunächst den Zweck, mit den europäischen Herrschern Übereinkommen zu erzielen, um die angestrebte Rücknahme der Privilegien der Templer zu verhindern (die Templer waren von sämtlichen Abgaben, Steuern und Lehnspflichten befreit). Auch wurden zwischen den Templern und dem Königshaus von Aragón intensive Verhandlungen einen Tausch von Ländereien betreffend geführt. In England erreichte er die Herabsetzung einer Strafzahlung, die über den örtlichen Ordensmeister verhängt worden war. Mit König Karl II. von Neapel verhandelte er über die Aufhebung von besonderen Kontrollen der Templerschiffe. Vor allem ging es aber darum, Unterstützung für das Heilige Land zu erhalten. Nach dem Fall Akkons 1291 bedeutete das die Verteidigung der verbliebenen christlichen Staaten auf Zypern (wohin sich auch die Templer zurückgezogen hatten) und in Armenien. Außerdem mussten die stark geschrumpften Reserven des Ordens an Kämpfern und Material wieder ergänzt werden. So setzte sich de Molay in seinen Verhandlungen mit den einzelnen Herrschern dafür ein, dass sämtliche Exporte von den einzelnen Tempelgütern nach Zypern von allen Zöllen befreit werden sollten. Letztlich sollte der Boden bereitet werden für die angestrebte Rückeroberung des Heiligen Landes, denn diese blieb das Hauptanliegen der Ritterorden.
In Limassol auf Zypern befand sich der Hauptsitz der Templer. De Molay suchte einen Ausgleich mit König Heinrich II. von Zypern. Dieser wollte die Einkünfte der Orden – das betraf neben den Templern auch die Johanniter und Zisterzienser – beschränken und ihnen den weiteren Landerwerb untersagen. In den Verhandlungen darüber ersuchte de Molay auch Papst Bonifaz VIII. um Vermittlung.
Ab 1299 setzte sich de Molay massiv dafür ein, zusammen mit anderen christlichen Streitkräften und im Bündnis mit den Mongolen das Heilige Land zurückzuerobern. Ein erster Angriff des persischen Khans Ghazan Ende 1299 erfolgte unter der Teilnahme armenischer Truppen sowie armenischer Templer- und Johanniter-Kontingente. Ghazan richtete zwei Schreiben an die Ritterorden auf Zypern, in der er um Unterstützung ersuchte. Er schickte diese Schreiben aber erst ab, als er schon wochenlang im Feld stand. Die auf Zypern ansässigen Kontingente konnten nicht mehr eingreifen. Ghazan eroberte im Dezember zunächst Aleppo. Am 24. Dezember 1299 errang der Khan mit seinen armenischen Verbündeten einen glanzvollen Sieg über die Mameluken bei Homs; wegen der schlechten Versorgungslage der mongolischen Reiterei musste man aber die Verfolgung der flüchtenden Feinde bald einstellen und vergab so die Chance auf einen nachhaltigen Erfolg. Dennoch gelang es ihnen, in den ersten Monaten des Jahres 1300 Syrien fast vollständig zu erobern. Zugleich verstärkte der Khan seine diplomatischen Bemühungen. Für den November 1300 kündigte er einen neuen Feldzug an.
Im Frühjahr 1300 griff eine kleine Flotte, die aus Abordnungen der Templer, der Johanniter, des Königs von Zypern und des Khans bestanden, Ägypten an; Rosette und Alexandria wurden geplündert. Daraufhin wandte man sich nach Norden gegen Akkon und Tartus; ein Versuch, die Hafenstadt Maraclea einzunehmen, scheiterte aber. Molay betrieb die Koordination mit den Verbündeten und die Leitung der templerischen Beteiligung an den Unternehmungen von Zypern aus. Ende September brach Ghazan von Täbris auf, während Templer und Johanniter und der König von Zypern ihre Truppen auf der Insel Ruad vor Tartus in Stellung brachten. Doch ein ungewöhnlich strenger Winter brachte den Vormarsch der Mongolen zum Erliegen, und Ghazan musste den Angriff auf die Mameluken auf einen späteren Zeitpunkt verschieben. Einstweilen hielten die Templer die Insel und unternahmen von dort immer wieder Streifzüge auf das Festland. 1302 wurden sie von der Insel vertrieben und erlitten dabei schwere Verluste (siehe Belagerung von Aruad). Die mongolischen Angriffe scheiterten im Jahr 1303 endgültig und Ghazan starb im darauffolgenden Jahr. Dies bedeutete das Ende der christlichen Bemühungen, über Bündnisse mit den Mongolen zum Erfolg zu gelangen.
De Molay blieb in den folgenden Jahren auf Zypern. Im Jahr 1306 kam es auf Zypern zu einer Revolte, in der der Bruder des Königs, Amalrich von Tyrus, die Macht auf der Insel übernahm. In die Revolte, die von Teilen des örtlichen Adels unterstützt wurde, hatten sich de Molay und Foulques de Villaret, der Großmeister der Johanniter, nicht eingemischt, waren aber im Folgenden bemüht, einen Ausgleich zwischen den verfeindeten Brüdern zu erzielen.
Im Oktober 1306 brach de Molay nach Frankreich auf. Papst Clemens V. residierte zu dieser Zeit in Poitiers. Er hatte die Führer der Ritterorden eingeladen, um mit ihnen zwei Anliegen zu besprechen: die Vereinigung der Ritterorden und die Vorbereitung eines neuen Kreuzzuges. Beide Ordensmeister hatten dazu Denkschriften vorgelegt, über die nun beraten werden sollte (die de Molays sind erhalten). Aufgrund einer Erkrankung des Papstes wurde der Termin der Zusammenkunft aber von November 1306 auf das kommende Jahr verschoben.
Zwischen dem französischen König Philipp IV. und de Molay soll es zu Verstimmungen gekommen sein. Ein Grund war, dass der Schatzmeister des Ordens (siehe auch Templerschatz) gleichzeitig der Schatzmeister des Königs war, da die Templer die Staatsfinanzen in Frankreich verwalteten. Der Schatzmeister des Ordens hatte an Philipp IV. eine enorme Summe Geld verliehen, was aber der Zustimmung des Großmeisters bedurft hätte. Dazu kam nun, dass sich de Molay einer Vereinigung der Kreuzfahrer-Orden heftig widersetzte, von der Philipp IV. jedenfalls profitiert hätte, denn er rechnete sich gute Chancen aus, zum Großmeister eines vereinigten Ordens aufzusteigen.
In Frankreich, England und Spanien kursierten allerhand Gerüchte über angebliche Verfehlungen der Templer. Die Vorwürfe betrafen häretische Praktiken wie Götzendienst, Verleugnung Christi im Aufnahmezeremoniell und Laienabsolution sowie mangelnde Wohltätigkeit, Habsucht und Anmaßung. Guillaume de Nogaret, ein Vertrauter des französischen Königs, hatte bereits 1305 Ermittlungen gegen die Templer eingeleitet, um belastendes Material zu sammeln. Dieses sollte in erster Linie dazu dienen, den Papst, dem der Templerorden unterstand, zu erpressen. Bei einer Unterredung mit dem König versuchte de Molay, einige Praktiken des Templerordens wie die Laienabsolution zu entschuldigen. De Molay ersuchte den Papst selbst um eine Untersuchung der Vorwürfe. Der Papst stimmte zu und behielt sich die Leitung der Untersuchungen vor. Er kündigte an, diese Untersuchungen in der zweiten Oktoberhälfte 1307 zu beginnen.
Am 24. Juni 1307 nahm de Molay am Generalkapitel des Ordens teil, das er nach Paris einberufen hatte. Anschließend begab er sich wieder nach Poitiers. Am 24. August informierte Papst Clemens V. den König über die Einleitung von Untersuchungen gegen den Templerorden. Vorgeblich wegen der Schwere der Beschuldigungen beschloss Philipp, die Untersuchungen rechtswidrig an sich zu ziehen, und schob zunächst den Inquisitor von Frankreich vor, Guillaume de Paris. Im September trat daraufhin Gilles I. Aycelin de Montaigut, der Erzbischof von Narbonne, aus Protest gegen die Verletzung des Kirchenrechts von seinem Amt als Kanzler des Königs zurück. Sein Nachfolger wurde Guillaume de Nogaret. Anfang Oktober kehrte de Molay nach Paris zurück. Am 12. Oktober nahm er dort als Mitglied des Ehrengeleits an den Trauerfeierlichkeiten für Catherine de Courtenay teil.

### Verhaftung, Prozess und Tod

Die Hinrichtung Jacques de Molays und Geoffroy de Charnays, französische Miniatur, 15. Jahrhundert

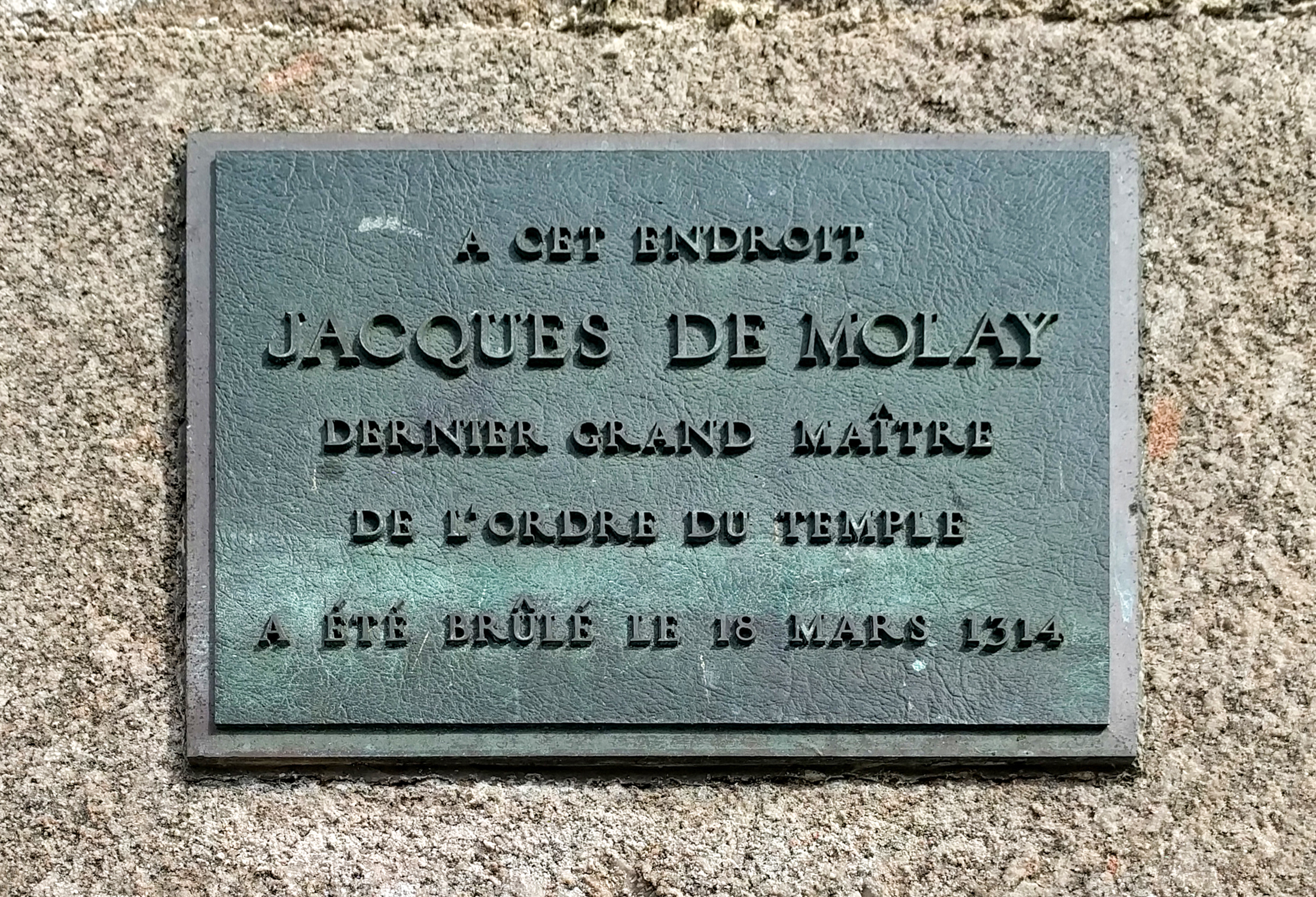
Erinnerungsplakette am Ort des Scheiterhaufens in Paris

Am nächsten Tag, Freitag, dem 13. Oktober 1307, wurden auf Befehl des Königs die Templer verhaftet. Unter den Festgenommenen in der Pariser Templerburg (dem „Temple“) war auch der Großmeister Jacques de Molay. Nur wenigen Templern gelang die Flucht.
Am 24. Oktober wurde de Molay zum ersten Mal von den Inquisitoren vernommen. Er gab zu, bei seiner Aufnahme in den Orden aufgefordert worden zu sein, Christus zu verleugnen und auf das Kreuz zu spucken. Er habe dies widerwillig befolgt und auch nur neben das Kreuz gespuckt. Er bestritt entschieden, dass die Ritter bei der Aufnahme aufgefordert würden, im Falle sexueller Begierden zu homosexuellen Handlungen Zuflucht zu nehmen. Auch Geständnisse anderer Templer in den ersten Verhören im Oktober und November lieferten die gewünschte Bestätigung der vermuteten Häresie. Nogaret verwendete die Geständnisse sogleich für einen Propagandaschlag, mit dem nicht nur die Templer, sondern auch der Papst diskreditiert werden sollte. Philipp IV. forderte die Herrscher in Europa auf, gegen die Templer vorzugehen, sein Aufruf blieb aber zunächst folgenlos. Erst als der Papst die Verhaftung der Templer in der Bulle Pastoralis praeeminentiae vom 22. November 1307 anordnete, wurden die Templer auch in England, Zypern, Italien oder Aragon festgesetzt. Allerdings nahm die Verfolgung der Templer nirgendwo solche Ausmaße an wie in Frankreich. Der Papst versuchte, die Überstellung der verhafteten Templer in die Obhut der Kirche zu erreichen, was von Nogaret mit allen Mitteln hintertrieben wurde.
Der König drängte den Papst, nun auch die Aufhebung des Templerordens zu verfügen, aber dieser wollte sich selbst ein Bild machen. Er sandte zwei Kardinäle zu de Molay. Erst als der Papst dem König die Exkommunikation androhte, wurden diese zu de Molay vorgelassen. De Molay widerrief sein Geständnis und beklagte sich über die schlechte Behandlung. Wahrscheinlich war er gefoltert worden. Er verließ sich in der Folge auf die Unterstützung des Papstes, da er davon überzeugt war, dass dem Orden keinerlei häretische Verfehlungen vorzuwerfen waren. Dem Papst wurden sorgfältig ausgewählte Gefangene zur Weiterführung der Untersuchungen nach Poitiers überstellt. Ausgerechnet die Würdenträger des Ordens, unter ihnen de Molay, waren aber nach Auskunft der königlichen Untersuchungsbehörden zu schwach für eine Reise nach Poitiers. Angeblich wegen ihrer Erschöpfung wurden sie vom König in der Burg Chinon aufgenommen. Dort wurde de Molay im August 1308 neuerlich verhört, auch in Anwesenheit von Kardinälen. Er wiederholte dort sein erstes Geständnis.
Der Papst musste schließlich einem zweigleisigen Verfahren zustimmen. Die Ermittlungen gegen einzelne Ritter blieben in der Hand der königlichen französischen Verwaltung, nur das Verfahren gegen den Orden sollte der Kurie unterstellt bleiben. Die Urteilsfindung über die Ordensleitung behielt sich der Papst persönlich vor. Am 26. November 1309 wurde de Molay der päpstlichen Untersuchungskommission in Paris vorgeführt. Er verweigerte weitere Aussagen und verlangte, sich und den Orden vor dem Papst persönlich zu verteidigen. Auch bei seiner letzten Einvernahme im März 1310 beharrte er auf seiner Position. Zu einer Begegnung zwischen dem Papst und de Molay kam es jedoch nicht mehr.
Die päpstliche Untersuchungskommission war bald zu teilweise anderen Ergebnissen gelangt als die Kommissionen des Königs. Damit drohte die Angelegenheit dem König neuerlich zu entgleiten. Nogaret und Philipp verwendeten daraufhin den Erzbischof von Sens, Philippe de Marigny, als ihr Werkzeug. Marigny war ein Bruder von Enguerrand de Marigny, einem der engsten Vertrauten des Königs. Er führte nun den Vorsitz über das Richterkollegium von Paris, dem die Aburteilung der Templer in dieser Diözese oblag (das Bistum Paris war damals dem Erzbischof von Sens unterstellt). Die Templer, die vor der päpstlichen Kommission aussagten, um den Orden zu verteidigen, wurden von Marigny als rückfällige Ketzer neuerlich angeklagt und unverzüglich auf den Scheiterhaufen geschickt: Am 12. Mai 1310 wurden 54 Templer in Paris verbrannt. Damit wurde der langsam aufkeimende Widerstand der Templer in den Verfahren endgültig gebrochen.
Am 22. März 1312 erklärte der Papst den Templerorden auf dem Konzil von Vienne für aufgelöst. Ein von der Historikerin Barbara Frale im Geheimarchiv des Vatikans aufgefundenes Handschreiben Papst Clemens’ aus jener Zeit belegt, dass dieser von der Schuld des Ordens nicht überzeugt war. Als er die Aufhebung des Ordens verfügte, tat er dies nicht wegen nachgewiesener Verfehlungen des Ordens, sondern weil der Ruf des Ordens so stark beschädigt worden war, dass an eine Wiedererrichtung nicht zu denken war.
Als der Papst endlich eine Kommission zu Verurteilung der verbliebenen Ordensoberen einsetzte, waren diese seit rund vier Jahren in der Burg Gisors inhaftiert: Neben Jacques de Molay waren dies der Meister der Normandie Geoffroy de Charnay sowie Hugues de Pairaud und Geoffroy de Gonneville. Die drei vom Papst eingesetzten Kardinäle Nicolas Caignet de Fréauville, Arnaud d’Auch und Arnaud Novelli traten im März 1314 in Paris zusammen. Am 18. März 1314 wurde das Urteil auf dem Platz vor der Kirche Notre Dame öffentlich verkündet, das auf lebenslange Haft lautete. Als de Molay und de Charnay das Urteil vernommen hatten, fühlten sie sich vom Papst verraten. Sie protestierten heftig und widerriefen alle ihre früheren Geständnisse. Die beiden anderen schwiegen. Während sich die päpstliche Gerichtskommission zu einer weiteren Beratung zurückzog, beschloss Philipp, der bei der Urteilsverkündung nicht anwesend war, die sofortige Hinrichtung von Jacques de Molay und Geoffroy de Charnay: ein neuerlicher Rechtsbruch des Königs, da er handelte, ohne das Urteil der Kirche abzuwarten, was auch der anwesende Inquisitor Bernard Gui feststellte. Am Abend desselben Tages wurden Jacques de Molay und Geoffroy de Charnay auf dem Scheiterhaufen verbrannt.
Auf den Ort der Hinrichtung weist heute eine kleine Gedenktafel hin an der Westseite des Pont Neuf auf der Île de la Cité in Paris. Die Plakette befindet sich am Fuß der Brücke, an der Mauer gegenüber dem Eingang zum Park an der Westspitze der Insel. 

## Historisches Umfeld und Hintergründe
Die Lage der Kreuzfahrerstaaten im Heiligen Land war seit 1258 von den Einfällen der Mongolen und den Auseinandersetzungen mit dem ägyptischen Sultanat der Mameluken geprägt. Bohemund VI., der Graf von Tripolis und Fürst von Antiochia, und Hethum I., der König von Kleinarmenien, arrangierten sich mit den Mongolen und leisteten ab 1247 Tributzahlungen. Sie setzten auf die Mongolen als Unterstützer gegen die Mameluken. Das Königreich Jerusalem schwankte, ob es eher den Mameluken oder den Mongolen zuneigen sollte. Obwohl sich das Königreich Jerusalem anfangs neutral verhielt und den Mameluken den Durchzug durch sein Territorium gestattete, konnte es nicht verhindern, dass sich die Angriffe des Sultans Baibars I. auch gegen die Kreuzfahrerstaaten richteten. 1268 fiel neben anderen Festungen auch Antiochia. Als Ludwig IX., der das Sultanat vom Westen angreifen wollte, 1270 in Tunis starb, fiel Baibars in die Grafschaft Tripolis ein und nahm zahlreiche Festungen der Templer, Johanniter und des Deutschen Ordens ein. Im April 1272 konnte der englische Thronfolger Eduard einen Waffenstillstand mit den Mameluken schließen. Die Mameluken aber brachen die Waffenstillstände nach Belieben.
Angriffe der Mameluken führten 1289 zum Fall von Tripolis und 1291 zum Fall von Akkon. Danach brachen die Kreuzfahrerstaaten endgültig zusammen. Der Papst und die nach Zypern zurückgedrängten Kreuzfahrerbarone sowie die Ritterorden bemühten sich nun verstärkt um eine Kooperation mit dem persischen Mongolenkhanat, mit dem Ziel, die von den Mameluken zurückzuerobernden Gebiete untereinander aufzuteilen. Khan Ghazan konnte im Jahr 1300 Syrien großteils erobern. Er wurde jedoch schließlich von den Mameluken besiegt. Als er 1304 starb, bemühte sich sein Nachfolger um eine Lösung am Verhandlungstisch. Die Taktik des Abendlandes, sich mit den Mongolen zu verbünden, war damit gescheitert.
Die beiden großen Kreuzfahrerorden, die Templer und die Johanniter, aber auch die kleineren Orden nahmen nach dem Fall der Kreuzfahrerstaaten Quartier auf der Insel Zypern, auf der sie bereits Güter besaßen. Die unabhängigen Orden mit ihren kampferprobten Truppen und ihren umfangreichen Besitzungen beschränkten de facto die Verfügungsgewalt des Königs von Zypern über die Insel. Andererseits aber benötigte der König die Ritter zum Schutz gegen eventuelle Angriffe der islamischen Streiter. De Molay hatte also den König von Zypern davon abzubringen, die Templer zu besteuern und den weiteren Erwerb von Gütern zu verbieten. Dieses Problem stellte sich auch den anderen Orden auf der Insel.
De Molay ging es auch um eine Reform des Ordens. Als sich die Templer nach dem Rückzug nach Zypern nicht mehr ständig im Krieg befanden, wollte er die Ordensregeln in einigen Punkten verschärfen. Das Ansehen der Ritterorden war gesunken, da man sie für den Verlust des Königreich Jerusalems verantwortlich machte. Man warf etwa den Templern vor, sie hätten lieber Waffenstillstandsverträge abgeschlossen, anstatt die Feinde zu bekämpfen. Auch dass die einzelnen Orden oftmals untereinander zerstritten waren, hatte dem Ruf der Ritterorden nachhaltig geschadet.
De Molay bemühte sich darum, dass sein Orden die wirtschaftlichen Voraussetzungen dafür erhielt, seiner Verpflichtung zur Wohltätigkeit nachkommen zu können. Bereits beim Zweiten Konzil von Lyon 1274 hatten sich die Templer gegen den Vorwurf mangelnder Wohltätigkeit verteidigen müssen. Schon damals war auch die Forderung geäußert worden, die Ritterorden zu vereinigen. Diese Forderung wurde nach dem Verlust der Kreuzfahrerstaaten lauter. Von einer Zusammenlegung der Orden versprach man sich eine größere Effizienz bei weiteren Kreuzzügen zur Wiedergewinnung des Heiligen Landes. De Molay wollte dagegen das Weiterbestehen und die Unabhängigkeit seines Ordens sicherstellen.
Ein wesentlicher Faktor waren ab 1305 die Ambitionen des französischen Königs Philipp IV. Von verschiedenen Seiten war der Vorschlag gemacht worden, dass an der Spitze eines vereinigten Kreuzritter-Ordens ein König stehen sollte. Der König von Sizilien schlug den französischen König vor, während sich etwa die Aragonesen den Vorschlägen widersetzten. Philipp IV. war schon wegen des finanziellen Aufwandes nicht an einem Kreuzzug interessiert, aber die Verfügungsgewalt über die bestens trainierten und kampferfahrenen Kreuzrittertruppen und der Zugriff auf ihr Vermögen erschienen ihm verlockend. Philipp beabsichtigte nicht von vornherein die Zerschlagung des Templerordens, vielmehr wollte er dessen Erbe antreten. Die geistlichen Ritterorden unterstanden ausschließlich dem Papst, sie waren von allen weltlichen und kirchlichen Abgaben befreit. Ihre Güter, die sie in großer Zahl in allen europäischen Königreichen besaßen, waren de facto exterritoriale Gebiete. Man sagte den Ritterorden gewaltige Reichtümer nach. Ihre starken Kampfverbände wurden von einigen Herrschern als eine Bedrohung ihrer Macht gesehen.
Philipp IV. versuchte beständig, die Päpste unter Druck zu setzen. Mit Bonifaz VIII. geriet er in Streit, weil er die Steuereinnahmen der französischen Kirche für sich beanspruchte. Nachdem von seinem Vertrauten Guillaume de Nogaret und zwei Kardinälen aus dem römischen Adelsgeschlechts der Colonna ein Attentat durchgeführt wurde, an dessen Folgen der Papst verstarb, verlangte er von dessen Nachfolger Clemens V. mit allem Nachdruck eine Verurteilung Bonifaz’.

## Der Fluch: Fakten und Legende
Die spektakuläre Zerschlagung des Templerordens und die Hinrichtung des Großmeisters, dazu die zahlreichen Geheimnisse, die den Ritterorden zu umgeben schienen, führten zu einer Unzahl von Legenden. In den zeitgenössischen Berichten und Chroniken jener Zeit wird jedoch kaum auf die Person de Molays eingegangen. Lediglich die in zahlreichen Abschriften verbreitete Schrift De casibus virorum illustrium des Italieners Giovanni Boccaccio widmet dem Großmeister breiten Raum, ohne jedoch Anhaltspunkte für eine legendarische Ausschmückung zu bieten. Boccaccios Vater, ein florentinischer Händler, war Augenzeuge des Geschehens in Paris geworden. In den Chroniken des 14. und 15. Jahrhunderts finden andere Ereignisse um die Templer mehr Aufmerksamkeit als der Tod des Großmeisters: vor allem die Verbrennungen der Templer im Jahr 1310, der Prozess insgesamt und die Zuweisung des Ordensvermögens an die Johanniter. Nur drei Chronisten des 15. Jahrhunderts erwähnen die Hinrichtung de Molays, wobei in einer Chronik aus Flandern de Molay mit Guillaume de Beaujeu verwechselt wird, in der Chronographia Regum Francorum wird zudem die Hinrichtung von 1314 mit der Templerverbrennung von 1310 verwechselt.
Einen besonderen Rang nimmt in der Legendenbildung der Fluch Jacques de Molays ein, den er gegen den König und den Papst ausgestoßen haben soll. Folgt man den zeitnahen Berichten – also der durch einen Anonymus verfassten Fortsetzung der Chronik von Nangis – und dem Chronisten Geoffroy de Paris sowie dem Bericht Giovanni Villanis, ergriff Molay das Wort erst, als er vor den Kardinälen stand, wo er die Reinheit des Ordens beteuerte, und dann auf dem Scheiterhaufen. Ehe dieser in Brand gesteckt wurde, bezeichnete er sich als guten Christen und rief Gott um seinen Beistand an. In all diesen Berichten wird weder von einem Fluch noch von ausführlichen Reden berichtet. Dennoch begleitet die Geschichtsschreibung der Templer seit jeher das Gerücht, de Molay habe auf dem Scheiterhaufen eine wohlformulierte Rede gehalten, in der er den König Philipp IV. und den Papst Clemens V. binnen Jahresfrist vor den Richtstuhl Gottes lud, und er habe das baldige Aussterben der Kapetinger angekündigt. Papst Clemens V. starb dann tatsächlich auch bereits am 20. April 1314, vermutlich an Krebs. Philipps Tod am 29. November 1314 nach einem Jagdunfall wurde von seinen Untertanen als Befreiung von einer Gewaltherrschaft angesehen.
Wie die Historikerin Colette Beaune untersuchte, galten die Kapetinger unabhängig von de Molay als verfluchtes Geschlecht. Ein Fluch galt damals als Hilferuf um himmlische Gerechtigkeit, und der Hilferuf galt als erhört, wenn ein gewaltsamer Tod denjenigen ereilte, auf dem er lastete. Die Sünden des Königshauses, die von den Zeitgenossen Philipps IV. als Gründe für einen Fluch angeführt wurden, waren: Ehebruch bei den Schwiegertöchtern des Königs, hohe Steuerlasten und eine Wirtschaftskrise, hervorgerufen durch Münzverschlechterung, die viele Menschen ins Elend gebracht hatte, dazu die Verfolgung Papst Bonifaz’ VIII. und der Anschlag von Anagni. Bei Villani ist es ein Bischof, der nach dem Attentat auf den Papst den Fluch ausspricht. Andere Chronisten schreiben sogar Bonifaz selbst den Fluch zu.
Der Fluch wurde schließlich auf Clemens V. ausgedehnt, und zwar zur Zeit der Templerprozesse. Ein Chronist aus Vicenza, Ferreto de Ferretis, berichtet im Jahr 1330 im Anschluss an seine Darstellung des Konzils von Vienne von einem unbekannten Templer, der vor dem Papst erschien und erfolglos gegen sein Todesurteil protestierte. Dieser Templer soll auf dem Scheiterhaufen den Papst und den König verflucht und beiden den Tod binnen Jahresfrist angekündigt haben.
Erst im 16. Jahrhundert wird die Geschichte de Molays immer weiter ausgeschmückt und schließlich seine Einlassung vor den Kardinälen zu einer einzigen Rede zusammengefasst. Paolo Emili aus Verona (1460–1529) legt in seiner von König Franz I. in Auftrag gegebenen Chronik De rebus gestis Francorum von 1517 Jacques de Molay den berühmten Fluch in den Mund – hier noch, bevor er den Scheiterhaufen besteigt. Alle nachfolgenden Geschichtsschreiber haben den Fluch übernommen, der bei ihnen nun vom Scheiterhaufen herab verkündet wird.